# Lucius Artorius Castus
Lucius Artorius Castus was een militaire aanvoerder in het Romeinse leger uit de 2e eeuw. Volgens sommige historici was hij de historische figuur achter de legendarische Koning Arthur.
Al wat bekend is over Castus is afkomstig van inscripties in een graftombe (sarcofaag), gevonden in Podstrana aan de Dalmatische kust in Kroatië. De vertaling luidt als volgt:

Aan de geesten van hen die heengegaan zijn, lucius Artorius Castus, centurio van het III Legio Gallica, ook centurio van het VI Legio Ferrata, ook centurio van het II Legio Adiutrix, ook centurio van het V Legio Macedonica, ook primus pilus van hetzelfde legioen, praepositus van de classis Misenatium, praefectus van het VI Legio Victrix, dux van de legioenen van cohorten van de cavalerie vanuit Britannia tegen de Armoricanen, procurator centenarius van de provincie Liburnia, met de macht doodstraffen uit te vaardigen, die dit in zijn leven zelf heeft gemaakt voor zichzelf en zijn familie, ligt hier begraven.

Archeologisch onderzoek heeft aangetoond dat de graftombe dateert van vóór het jaar 200. Als we aan de hand van die datering en de vermelding dat Castus een dux was, die vanuit Britannia naar Armorica werd gezonden, aannemen dat hij de naamloze aanvoerder was van een militaire expeditie naar Armorica in 185, vermeld door Herodianus, kunnen we, vertrekkende van deze data, misschien een zeer opmerkelijke militaire carrière schetsen.
Als lid van de gens Artoria behoorde hij tot de klasse van de equites. De tak van Lucius’ familie was gevestigd in Campania, een regio van Zuid-Italië. Het gegeven dat hij in het leger ging, duidt erop dat hij een jongere zoon was, die niet kon profiteren van de voordelen van de eerstgeboren zoon en via een militaire carrière de welstand van een eques moest zien te behouden. Als we aannemen dat hij in 185 dux was, en rekening houdend met het verloop van een normale militaire carrière, is hij rond 140 geboren.
In 170 werd hij ondanks zijn anciënniteit niet bevorderd tot primus pilus, maar doordat hij in het leger bleef werd hij uiteindelijk toch bevorderd in 172 of 173. In dat jaar vond een veldslag plaats tussen Romeinen en Jazygen, een Sarmatische stam, opgetekend door Cassius Dio. Dio verhaalt hoe de Sarmatische ruiters op de bevroren Donau een Romeins legioen aanvielen, maar de bevelvoerende officier had zijn soldaten getraind in de tactiek van het infanterievierkant (rug aan rug in een vierkant, met de lansen naar buiten gericht) en in Grieks-Romeins worstelen, waardoor de kleine eenheid van Romeinen de veel grotere strijdmacht van Jazygen versloeg. Als we de feiten in acht nemen dat Castus al vanaf 166 gestationeerd was in Pannonia en daar in contact kon komen met de Jazygen, dat hij op dat moment centurion was in een van beide legioenen die naar het bedreigde gebied gestuurd werden, dat hij in dat jaar bevorderd werd tot primus pilus en dat hij later de ondergeschikte was van Dio’s vader, waardoor Dio het verhaal kan gehoord hebben, dan is de kans groot dat Castus de Romeinse officier was die de Jazygen versloeg bij de Donau.
In 175 vonden er in het Romeinse rijk twee grote volksverhuizingen plaats. 5500 Sarmaten werden naar Britannia overgeplaatst; 2500 Sarmaten elders. Buitenlandse hulptroepen stonden onder het bevel van een praefectus. Dit was precies de rang die Castus op dat moment had. Bovendien werd hij later dux in Britannia. In 176/7 werd hij benoemd tot praepositus van de vloot in Napels. Deze positie was een beloning voor een gedenkwaardige prestatie. Al deze gegevens samen maken het erg waarschijnlijk dat Castus de Romeinse officier was die de Sarmaten naar Britannia leidde.
In 181 werd Castus praefectus van het VI Legioen Victrix in Britannia, waarschijnlijk om de Muur van Hadrianus te bewaken, vanuit Bremetennacum met een contingent Sarmaten. Toen het VI Legioen Victrix in opstand kwam, schijnt Castus loyaal te zijn gebleven, want vlak daarna promoveerde Publius Helvius Pertinax hem tot dux en zond hem naar Armorica met verscheidene cohorten cavalerie, waar hij succesvol was in de onderdrukking van een opstand.
Vanuit Armorica werden 1500 “speerdragers” naar Rome gezonden om Commodus te waarschuwen voor een moordpoging door Perennis. Deze geschiedenis wordt verhaald door Herodianus en Dio. “Speerdragers” is een eigenaardige aanduiding, die waarschijnlijk wijst op niet-Romeinse troepen. De snelheid van de operatie duidt op cavalerietroepen. De enige niet-Romeinse cavalerietroepen in Armorica op dat moment waren Jazygen, dus was Castus waarschijnlijk de officier die hen zond. In elk geval ging Castus hierna uit het leger en werd hij procurator in Liburnia, een deel van de rustige provincie Dalmatia, een ongewoon hoge positie voor een eques.
Over deze man is weinig met zekerheid bekend. We weten wel dat de vader van Cassius Dio gouverneur was in Dalmatia, terwijl Castus er procurator was, en een deel van het materiaal in de geschiedenis van Dio kan rechtstreeks van Castus zelf afkomstig zijn geweest.
De mogelijkheid dat de geschiedenis van Lucius Artorius Castus in Britannia de basis vormde tot de Arthurlegende, werd voor het eerst gesuggereerd door Kemp Malone in 1924. Hoewel Castus niet leefde ten tijde van de Saksische invasies van Britannia in de 5e eeuw, is het mogelijk dat hij herinnerd werd in lokale verhalen en legenden, die in de loop van de eeuwen zijn uitgegroeid tot de beroemde legende van Koning Arthur.